# NGC 5888
NGC 5888 este o liner situată în constelația Boarul. A fost descoperită în 9 aprilie 1787 de către William Herschel.